# IC 4836
IC 4836 ist eine Balken-Spiralgalaxie vom Hubble-Typ SBc im Sternbild Pfau am Südsternhimmel. Sie ist rund 206 Millionen Lichtjahre von der Milchstraße entfernt.
Das Objekt wurde am 13. August 1901 vom US-amerikanischen Astronomen DeLisle Stewart entdeckt.